# Adolf Beck (Philologe)

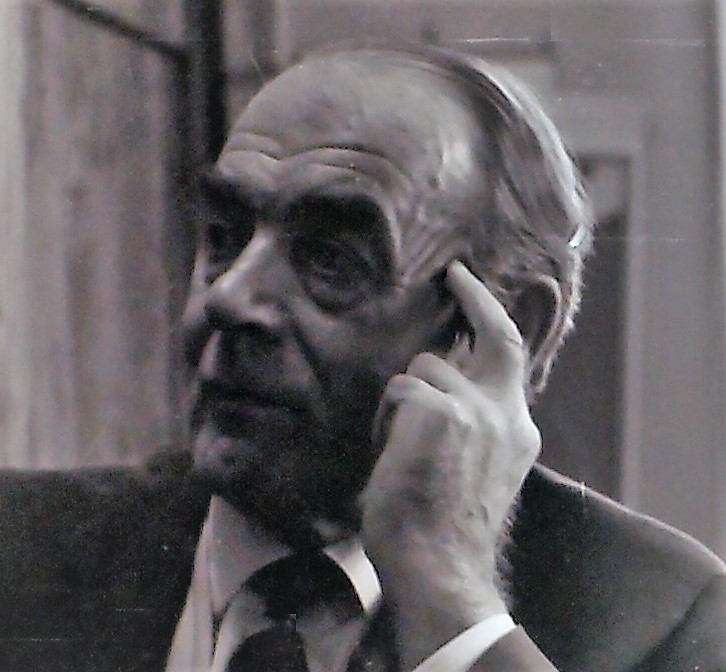
Adolf Beck 1968

Adolf Beck (* 1. Mai 1906 in Ludwigsburg (Württemberg); † 18. April 1981 in Tübingen) war ein deutscher Germanist und Hölderlin-Experte.

## Leben
Nach dem Besuch des humanistischen Gymnasiums in Ludwigsburg (Wrttbg) und der evangelisch-theologischen Seminare in Schöntal (Jagst) und Urach begann Adolf Beck 1924 zunächst ein Theologiestudium am Evangelischen Stift Tübingen, arbeitete 1925–1927 als Hauslehrer in Franken und Pommern und studierte dann als Mitglied der Studienstiftung des deutschen Volkes von 1927 bis 1935 Germanistik und Klassische Philologie in Berlin und Königsberg. Nach zweijähriger Assistentenzeit bei Julius Petersen in Berlin wurde er dort 1937 mit einer Arbeit über die Aischylos-Übersetzung des Friedrich Leopold zu Stolberg-Stolberg promoviert. Anschließend war Beck als Lektor für Deutsche Literatur und im Auftrag der Stadt Amsterdam als Assistent für Deutsche Sprache an der Universität von Amsterdam tätig. Anscheinend beantragte er 1939 in Amsterdam die Aufnahme in die NSDAP, wurde noch vor seiner Aufnahme in die Partei zur Wehrmacht eingezogen, hat aber seine Mitgliedschaft nicht aktiviert und wurde aus der Mitgliederliste gestrichen. 1949 wurde er von der Spruchkammer des Staatskommissariat für die politische Säuberung als „unbelastet“ eingestuft. Nach schwerer Verwundung 1941 wurde er nach Lazarettaufenthalten als dienstuntauglich 1943 entlassen, wurde wissenschaftlicher Mitarbeiter in leitender Funktion am Hölderlin-Archiv der Württembergischen Landesbibliothek in Bebenhausen und habilitierte sich 1946 in Tübingen für deutsche Philologie. Von 1949 bis 1969 Professor für deutsche Philologie mit besonderer Berücksichtigung der neueren deutschen Literaturgeschichte an der Universität Hamburg, lebte er nach seiner Emeritierung bis zu seinem Tod wieder in Tübingen, wo er seine wissenschaftlichen Forschungen, besonders zu Hölderlin, fortsetzte.
Becks Forschungsinteresse galt der deutschen Literaturgeschichte des 18. und 19. Jahrhunderts, insbesondere dem Werk Friedrich Hölderlins. Schon 1943 hatte Beck begonnen, sich mit dessen Briefwechsel und anderen Lebensdokumenten zu befassen, die er dann in den Jahren 1954 bis 1977 im Rahmen der Stuttgarter Hölderlin-Ausgabe vorbildlich edierte. Zusammen mit Karl Ludwig Schneider und Hermann Tiemann begründete er zudem die historisch-kritische Hamburger Klopstock-Ausgabe.
In seiner Lehrtätigkeit vermittelte Beck die Fähigkeit zur einfühlsamen und besonnenen Interpretation auf exakter philologischer Grundlage.
1973 wurde Beck für sein Werk mit dem Schillerpreis der Stadt Marbach am Neckar geehrt.

## Werke
- (zusammen mit Robert Zilchert) Goethe und der olympische Gedanke. Leipzig: Insel 1936.
- Die Aischylos-Übersetzung des Grafen Friedrich Leopold zu Stolberg. Beiträge zur Wirkungsgeschichte der antiken Tragödie in Deutschland, Berlin 1937. (Dissertation)
- Der 'Geist der Reinheit' und die 'Idee des Reinen'. Deutsches und Frühgriechisches in Goethes Humanitätsideal, Teil 1, in: Goethe, N.F. 7, 1942, S. 160–169 – Vgl. 1943, Wiederabdruck in Forschung und Deutung, vgl. 1966
- Der 'Geist der Reinheit' und die 'Idee des Reinen'. Deutsches und Frühgriechisches in Goethes Humanitätsideal, Teil 2, in: Goethe, N.F. 8, 1943, S. 19–57 – Vgl. 1942, Wiederabdruck in Forschung und Deutung, vgl. 1966
- Hölderlin und Friedrich Leopold Graf zu Stolberg. Die Anfänge des lyrischen Stils bei Hölderlin, in Iduna 1, 1944, S. 76–82, - Wiederabdruck in Forschung und Deutung, vergl. 1966
- Griechisch-deutsche Begegnung. Das deutsche Griechenerlebnis im Sturm und Drang, Stuttgart: Cotta 1947.
- Aus der Umwelt des jungen Hölderlin. Stamm- und Tagebucheinträge, mitgeteilt und erläutert, Hölderlin-Jahrbuch 1, Tübingen: J.C.B. Mohr, 1947
- (Hrsg.) Hölderlin. Sämtliche Werke. Bd. 6,1 (Briefe, Text), Stuttgart: Kohlhammer 1954. (Hölderlin. Gr. Stuttg. Ausg.)
- (Hrsg.) Hölderlin. Sämtliche Werke. Bd. 6,2 (Briefe. Lesarten und Erläuterungen), Stuttgart: 1958. (Hölderlin. Gr. Stuttg. Ausg.)
- Aus dem Freundeskreise Hölderlins nach 1800. In: Ewald Lissberger (Hg.): In libro humanitas. Festschrift für Wilhelm Hoffmann zum 60. Geburtstag, 21. April 1961, Stuttgart: Klett 1962, S. 315–335.
- Forschung und Deutung. Ausgewählte Aufsätze zur Literatur, hrsg. von Ulrich Fülleborn, Frankfurt a. M. [u. a.]: Athenäum-Verlag 1966.
- (Hrsg.) Hölderlin. Sämtliche Werke. Bd. 7,1 (Dokumente 1770–1793), Stuttgart: Kohlhammer 1968. (Hölderlin. Gr. Stuttg. Ausg.)
- (zusammen mit Paul Raabe) Hölderlin. Eine Chronik in Text und Bild, Frankfurt a. M.: Insel Verlag 1970
- (Hrsg.) Hölderlin. Sämtliche Werke. Bd. 7,2 (Dokumente 1794–1822), Stuttgart: Kohlhammer 1972. (Hölderlin. Gr. Stuttg. Ausg.)
- (Hrsg.) Hölderlin. Sämtliche Werke. Bd. 7,3 (Dokumente 1822–1846), Stuttgart: Kohlhammer 1974. (Hölderlin. Gr. Stuttg. Ausg.)
- (Hrsg.) Hölderlin. Chronik seines Lebens mit ausgewählten Bildnissen. Frankfurt a. M.: Insel 1975. (it 83)
- (Hrsg.) Hölderlin. Sämtliche Werke. Bd. 7,4 (Rezensionen und Würdigungen 1791–1847), Stuttgart: Kohlhammer 1977. (Hölderlin. Gr. Stuttg. Ausg.)
- (Hrsg.) Hölderlins Diotima Susette Gontard. Gedichte -Briefe – Zeugnisse. Mit Bildnissen. Frankfurt a. M.: Insel 1980. (it 447)
- Hölderlins Weg zu Deutschland. Fragmente und Thesen, mit einer Replik auf Pierre Bertaux’ „Friedrich Hölderlin“, Stuttgart: Metzler 1982.